# Dinamarca en los Juegos Paralímpicos de Nueva York y Stoke Mandeville 1984
Dinamarca estuvo representada en los Juegos Paralímpicos de Nueva York y Stoke Mandeville 1984 por un total de 36 deportistas, 26 hombres y 10 mujeres.

## Medallistas
El equipo paralímpico danés obtuvo las siguientes medallas:
| Nombre                                | Deporte       | Evento                                                           |
| ------------------------------------- | ------------- | ---------------------------------------------------------------- |
| Oro                                   |               |                                                                  |
| Ingrid Lauridsen                      | Atletismo     | 100 m 2 femenino                                                 |
| Ingrid Lauridsen                      | Atletismo     | 200 m 2 femenino                                                 |
| Ingrid Lauridsen                      | Atletismo     | 400 m 2 femenino                                                 |
| Ingrid Lauridsen                      | Atletismo     | 800 m 2 femenino                                                 |
| Ingrid Lauridsen                      | Atletismo     | 1500 m 2 femenino                                                |
| Ingrid Lauridsen                      | Atletismo     | 5000 m 2 femenino                                                |
| Susanne Schmidt                       | Atletismo     | Maza C6 femenino                                                 |
| Mogens Justesen                       | Atletismo     | 60 m C2 masculino                                                |
| Mogens Justesen                       | Atletismo     | 200 m C2 masculino                                               |
| Henrik Thomsen                        | Atletismo     | 100 m C7 masculino                                               |
| Henrik Thomsen                        | Atletismo     | 200 m C7 masculino                                               |
| Henrik Jørgensen                      | Atletismo     | Eslalon C1 masculino                                             |
| Henrik Jørgensen                      | Atletismo     | Precisión C1 masculino                                           |
| Henrik Jørgensen                      | Bochas        | Individual C1 masculino                                          |
| Hans Lykkesborg Nielsen               | Hípica        | Doma, modalidad de paso y trote avanzado C7 mixto                |
| Hans Lykkesborg Nielsen               | Hípica        | Obstáculos, modalidad de paso y trote avanzado C4-8 mixto        |
| Torben Hansen                         | Hípica        | Doma, modalidad de paso y trote avanzado C3/6 mixto              |
| Torben Hansen Hans Lykkesborg Nielsen | Hípica        | Obstáculos, modalidad de carrera por relevos clase abierta mixto |
| Stephan Dahl                          | Natación      | 50 m libre C5 masculino                                          |
| Stephan Dahl                          | Natación      | 100 m libre C5 masculino                                         |
| Stephan Dahl                          | Natación      | 200 m libre C5 masculino                                         |
| Stephan Dahl                          | Natación      | 100 m espalda C5 masculino                                       |
| John Petersson                        | Natación      | 25 m espalda L1 masculino                                        |
| John Petersson                        | Natación      | 25 m libre L1 masculino                                          |
| Streen Rosager                        | Natación      | 100 m espalda A1 masculino                                       |
| Streen Rosager                        | Natación      | 100 m libre A1 masculino                                         |
| Jørn Ole Jensen                       | Natación      | 100 m espalda C4 masculino                                       |
| Marianne Bærtelsen                    | Tenis de mesa | Individual L5 femenino                                           |
| Marianne Bærtelsen                    | Tenis de mesa | Clase abierta CL femenino                                        |
| Brigit Larsen                         | Tiro          | Pistola de aire integrado femenino                               |
| Plata                                 |               |                                                                  |
| Connie Hansen                         | Atletismo     | 200 m 4 femenino                                                 |
| Connie Hansen                         | Atletismo     | 1500 m 4 femenino                                                |
| Connie Hansen                         | Atletismo     | 5000 m 4 femenino                                                |
| Susanne Schmidt                       | Atletismo     | Jabalina C6 femenino                                             |
| Mogens Justesen                       | Atletismo     | Eslalon (pierna) C2 masculino                                    |
| Hans Lykkesborg Nielsen               | Hípica        | Nivel de entrenamiento test 1 clase abierta mixto                |
| Jørn Ole Jensen                       | Natación      | 50 m espalda C4 masculino                                        |
| Stephan Dahl                          | Natación      | 50 m espalda C5 masculino                                        |
| Flemming Mortensen                    | Tenis de mesa | Individual C4 masculino                                          |
| Jan Kristensen                        | Tiro          | Rifle de aire de pie 1A-1C masculino                             |
| Jan Kristensen                        | Tiro          | Rifle de aire de rodillas 1A-1C masculino                        |
| Jan Kristensen                        | Tiro          | Rifle de aire en tres posiciones 1A-1C mixto                     |
| Ernst Eriksen                         | Tiro          | Pistola de aire 2-6 masculino                                    |
| Bronce                                |               |                                                                  |
| Connie Hansen                         | Atletismo     | 400 m 4 femenino                                                 |
| Ingrid Lauridsen                      | Atletismo     | Queen of the straight 100 m 1A-6 femenino                        |
| Equipo                                | Golbol        | Torneo femenino                                                  |
| Torben Hansen                         | Hípica        | Obstáculos, modalidad de paso y trote C4-8 mixto                 |
| Torben Hansen                         | Hípica        | Nivel de entrenamiento test 1 clase abierta mixto                |
| Lene Olesen                           | Natación      | 100 m braza A1 femenino                                          |
| Charlotte Hede                        | Natación      | 100 m braza A8 femenino                                          |
| Anders Christensen                    | Natación      | 50 m libre C5 masculino                                          |
| Anders Christensen                    | Natación      | 100 m libre C5 masculino                                         |
| Anders Christensen                    | Natación      | 200 m libre C5 masculino                                         |
| Anders Christensen                    | Natación      | 100 m espalda C5 masculino                                       |
| Mogens Christensen                    | Natación      | 50 m braza L3 masculino                                          |
| Thomas Wetche                         | Natación      | 50 m braza B1 masculino                                          |
| Claus Petersen                        | Natación      | 100 m espalda C4 masculino                                       |
| Arne Pedersen                         | Natación      | 400 m estilos B3 masculino                                       |
| Jan Kristensen                        | Tiro          | Rifle de aire en posición tendida 1A-1C masculino                |